# 和田三正
和田 三正（わだ ただまさ）は、江戸時代前期の武士。

## 生涯
元和元年（1615年）、荒尾成房の三男として誕生。元和2年（1616年）に死去した和田正信の養子として近江和田氏の家督を継ぐ。若くして池田忠雄の家老となり、寛永9年（1632年）の鳥取転封時には先に鳥取に向かい、土地の視察や屋敷地の確認などの諸事務を処理した。
若くして優れた才能の持ち主であり、将来が有望視されていたが、寛永19年（1642年）3月、江戸に向かう途中に突然発病し、京都に於いて没した。享年28。
室の徳大寺実久の娘との間には実子がなかったため、荒尾嵩就二男・平作を養子にして家督を継がせた。享年についても諸説あり、『因府録』所収の系図には享年21、「荒尾成文家譜」には享年42とある。本項では『鳥取藩史』着座家伝、『因府年表』記載のものを参考にした。